# جایلاوکول
جایلاوکول (به قزاقی: Жайлаукөл، جايلاۋكول}} یک منطقهٔ مسکونی در قزاقستان است که در شهرستان ساری‌سو واقع شده‌است. جایلاوکول ۴۶۴ نفر جمعیت دارد.